# Dawkinsia singhala
Dawkinsia singhala és una espècie del gènere de peixos Dawkinsia a la família dels ciprínids i de l'ordre dels cipriniformes. Va ser descrit el 1912 per primera vegada com a Puntius singhala per Georg Duncker.
El 2012 es va escindir el gènere puntius i afegir tres gèneres nous, del qual Dawkinsia va rebre el nom en honor de Richard Dawkins en reconeixement de la seva contribució a la ciència.
És un peix d'aigua dolça que pot assolir fins a 9,1 cm de longitud total, endèmic de Sri Lanka.